# HMCS Cobourg (K333)
HMCS Cobourg (K333) je bila korveta izboljšanega razreda Flower, ki je med drugo svetovno vojno plula pod zastavo Kraljeve kanadske vojne mornarice.

## Zgodovina
Ladjo so leta 1947 prodali in jo preuredili v trgovsko ladjo, kar je bila vse do leta 1971, ko je zagorela in potopila.